# 大麻雀
大麻雀（英語：High Sparrow），是美国作家乔治·R·R·马丁的幻想小说《冰与火之歌》系列及其电视改编的《权力的游戏》中的虚构人物。
大麻雀首次在《群鸦的盛宴》（2005）中登场，随后他继续出现在《魔龙的狂舞》（2011）中。他是“麻雀”教团事实上的领导者，该教团的兴起源于七神的信仰以及“五王之战”后民众对屠杀的恐惧。大麻雀极善于对人的心理层面的掌控，也很擅长在公众面前进行演讲，他的形象看起来谦逊而富有同情心，但他优雅的举止却掩盖了他精明的政治头脑和无情的宗教狂热。他成为兰尼斯特家族和提利尔家族在宫廷中展开权力角逐的核心人物，他因对首都君临城的腐败和不虔诚的罪恶持公开反对态度而深受平民阶层的拥戴，他的真名不详。
该角色由英国威尔士演员尊尼芬·帕斯（Jonathan Pryce）在HBO制作的电视剧中饰演。

## 人物简介
大麻雀是“麻雀”教团的最高领袖，而“麻雀”教团是五王之战期间形成的宗教运动，主要由原七神信仰的修士所构成。他是一个瘦小、目光锐利、头发灰白且脸上布满皱纹的老人，他既不穿华丽的长袍，也不佩戴任何珠宝，而只穿着一件朴素的白色羊毛束腰外衣。大麻雀并不是小说中主要的正面描写人物，因此他的行为是通过其他人的角度来见证和解释的，例如瑟曦·兰尼斯特。与电视剧不同的是大麻雀在小说中主要为背景人物 。

尊尼芬·帕斯在HBO剧集《权力的游戏》中饰演大麻雀

大麻雀由英国演员尊尼芬·帕斯在该系列小说改编的电视剧中扮演。帕斯承认他同意饰演大麻雀的主要原因之一是因为该角色在情节方面的影响力。虽然起初他对“剑与魔法”类型片持怀疑态度，但他在对《权力的游戏》系列进行深入体验后，他便改变了主意。帕斯对该人物的评论如下：

“我很喜欢人们会说，哦，他是一个可怕的角色！可我会说，不！他是《权力的游戏》中的好人之一，他正在清除所有的坏人！”